# Eusynthemis barbarae
Eusynthemis barbarae är en trollsländeart som först beskrevs av Maxwell S. Moulds 1985.  Eusynthemis barbarae ingår i släktet Eusynthemis och familjen skimmertrollsländor. Inga underarter finns listade i Catalogue of Life.